# Кроссмолина

Кроссмолина (англ. Crossmolina; ирл. Crois Mhaoilíona) — деревня в Ирландии, находится в графстве Мейо (провинция Коннахт). Деревня стоит на реке Дир на северном берегу озера Лох-Конн, у трассы N59.

## Демография
Население — 930 человек (по переписи 2006 года). В 2002 году население было 935 человек.
Данные переписи 2006 года:
| Общие демографические показатели |               |                               |                               |      |      |
| Всё население                    | Всё население | Изменения населения 2002—2006 | Изменения населения 2002—2006 | 2006 | 2006 |
| 2002                             | 2006          | чел.                          | %                             | муж. | жен. |
| 935                              | 930           | −5                            | −0,5                          | 458  | 472  |